# Ogris Debris
Ogris Debris ist eine österreichische Band der elektronischen Musik. Das 2005 gegründete Duo besteht aus Gregor Ladenhauf und Daniel Kohlmeigner. Sie wurden bekannt durch ihren 2010 veröffentlichten Track Miezekatze.

## Geschichte
Kohlmeigner und Ladenhauf lernten einander 2003 kennen. Beide experimentierten bereits damals an ihren Laptops mit elektronischer Musik. In verschiedenen Konstellationen mit Musikern absolvierten sie ihre ersten Live-Auftritte mit tanzbarer elektronischer Musik. 2005 entstand der Name Ogris Debris durch ein spontanes Posting („Ogris“) samt Antwort (Debris, englisch für „Trümmer, Schutt“) in einem Online-Chat der beiden. Ihre erste Veröffentlichung, G-Thong / Hide Open, erfolgte 2008 beim Münchner Independent-Label Compost Records, wo 2009 auch ihre zweite Platte, Raid The Itch / G-Thong Rmxs, erschien.
Die Kompositionen in den Musikprogrammen und an den Synthesizern entstehen in gemeinsamer Arbeit, für den Gesang ist Ladenhauf zuständig. Vieles entsteht durch spontane Einfälle und Gefühl, so auch Miezekatze, das ursprünglich ohne Vocals als Deep-House-Track entstehen sollte. Der Track erschien 2010 beim Label Estrela auf der EP Bobohemian Phatsody, die schon im Titel (mit Verweis auf „Bobos“) ironisch angelegt ist. Durch das lautmalerisch über den Track gesprochene „Miezekatze“ erreichte der Song rasch Kultstatus in der Clubszene. Im österreichischen Jugendsender FM4 fand der Track gleich in mehreren Sendungen Beachtung, etwa in der wöchentlichen auf elektronische Musik spezialisierten Radioshow Davidecks und der werktäglichen Remix- und DJ-Sendung Unlimited. Der britische Radio-DJ Gilles Peterson, Sendungsgestalter von Worldwide auf BBC Radio 1, spielte den Track ebenfalls und machte das Duo dadurch international bekannt. 2010 waren Ogris Debris in der Kategorie „Electronic/Dance“ für den österreichischen Musikpreis Amadeus nominiert.
2010 erschien die zweite EP, Aery, dieses Mal beim Wiener Label Affine Records.

## Einflüsse und Markenzeichen
Zu den Einflüssen von Ogris Debris gehört Musik unterschiedlichster Genres, von Funk über Jazz zu Rock, von Hip-Hop bis Electronica.
Durch das Samplen des Ausklangs des Effektgeräts Roland „Space Echo“ (Roland RE-201) erhalten Veröffentlichungen von Ogris Debris einen hohen Wiedererkennungswert. Dieser ihnen eigene Sound wurde so zu ihrem Markenzeichen.

## Diskografie
- 2008: G-Thong / Hide Open (12", Compost Records)
- 2009: Raid The Itch / G-Thong Rmxs (12", Compost Records)
- 2010: Bobohemian Phatsody (EP, Estrela)
- 2010: Aery (12" EP, Affine Records)
- 2010: Salty Womb (12", Rotary Cocktail Recordings)
- 2011: on a salty planet / Hans Staudinger Rmxs (12", Houztekk Records)
- 2012: Next Life (12", Affine Records)
- 2013: Closer / Nighttrain / Swede (12", Nervous Records)
- 2013: Something Good (12", Disko 404)
- 2016: Constant Spring (Affine Records)